# Stazione di Gozzano
Stazione di Gozzano vasútállomás Olaszországban, Gozzano településen.

## Vasútvonalak
Az állomást az alábbi vasútvonalak érintik:
- Domodossola-Novara-vasútvonal

## Kapcsolódó állomások
A vasútállomáshoz az alábbi állomások vannak a legközelebb:
- Stazione di Borgomanero
- Stazione di Bolzano Novarese